# Winkelbach
Winkelbach este o comună din landul Renania-Palatinat, Germania.